# 오텔로

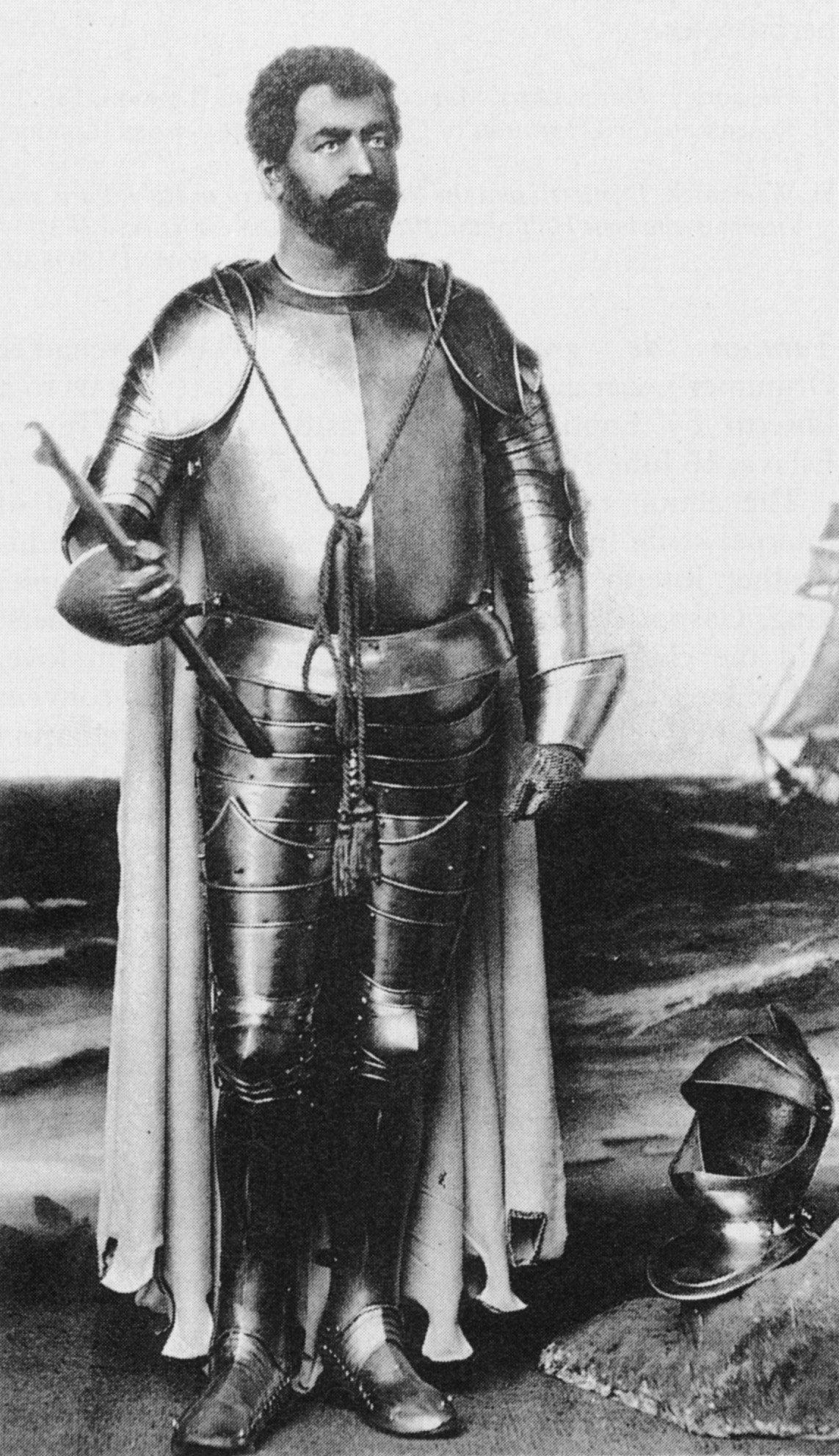

오텔로(Otello)은 주세페 베르디가 작곡한 4막의 오페라이다. 윌리엄 셰익스피어의 동명의 희곡 오셀로를 기초로 아리고 보이토가 이탈리아어 대본은 작성하였다. 1887년 2월 5일, 밀라노의 라 스칼라 극장에서 초연되었다.

## 등장인물
오텔로 - 무어인, 베네치아 공화국의 육군 장군, 테너
데스데모나 - 오텔로의 아내, 소프라노
이아고 - 오텔로의 기수, 바리톤
카시오 - 오텔로의 부관, 테너
에밀리아 - 이아고의 아내, 데스데모나의 시녀, 메조소프라노
로데리고 - 베네치아의 젊은 신사, 테너
로도비코 - 베네치아의 특사, 베이스
몬타노 - 전임 키프로스 총독, 베이스
전령관, 베이스

## 줄거리
15세기 말 키프로스 섬을 배경으로 한다.

### 1막
바다 쪽으로 난 키프로스 섬의 성채 밖

### 2막
성 안의 정원

### 3막
성 안의 대응접실

### 4막
데스데모나의 침실.

## 하이라이트
- 1막: 시작부분 합창 "노를 저어라!" (Una vela!)
- 1막: 이아고와 카시오의 술마시는 장면 (Inaffia l'ugola!)
- 1막: 사랑의 이중창: "어두운 장막 내리고" (Gia nella netto, densa)
- 2막: 이아고의 신조의 노래: "나는 잔인한 신의 존재를 믿는다." (Credo in un Dio crudel)
- 2막: 오텔로와 이아고의 복수 이중창: "그래, 위대한 하늘에 맹세하나니!" (Si, pel ciel marmoreo giuro)
- 3막: 오텔로의 아리아 "Dio, mi potevi scagliar!"
- 3막: the concerted piece that ends Act III: "A terra!"
- 4막: 데스데모나의 확장된 독창 장면: 버들의 노래: "Piangea cantando..." 기도문, "Ave Maria"
- 4막: 오텔로의 죽음 장면: 내가 칼을 든 모습에 두려워 마오, "Niun mi tema"

## 악기 편성
- 목관악기: 플루트3, 오보에2, 잉글리 호른, 클라리넷2, 베이스 클라리넷, 바순4
- 금관악기: 호른4, 코넷2, 트럼펫2, 트롬본4
- 타악기: 팀파니, 큰북, 심벌즈, 탐탐, 선더 머신
- 현악기: 하프, 현악 5부
- 무대 위: 트럼펫6, 트롬본4, 오르간, 백파이프, 만돌린, 기타

## 같이 보기
- 프란츠 베르펠